# Gerard I van Metz
Gerard I van Metz (Gerhard van de Metzgouw) (ca. 870 – 22 juni 910) was graaf in de Metzgouw, die samen met zijn broer Matfried van Metz tevergeefs probeerde om de macht over Lotharingen te verwerven. Gerard had nog een andere broer, bisschop Richer van Luik.

Gerard en na hem zijn broer Matfried waren 'graaf in de Metzgouw'. De Metzgouw was een middeleeuws Gouwgraafschap, een Frankisch bestuursdistrict, met de stad Metz als administratieve zetel.  Het graafschap Metz ontstond uit deze Metzgouw. De afstammelingen van Matfried noemden zichzelf nadien graaf van Metz. 

## Afkomst
Gerard en zijn broers waren zonen van Adalhard II van Metz (ca. 840 – 2 januari 890), graaf van Metz in de Metzgouw, en tevens lekenabt van Echternach, die waarschijnlijk een zoon was van Adalhard de Seneschalk. Zijn moeder was een dochter van Matfried van de Eifelgouw (ca. 820 – na 18 september 882), in 843 al genoemd als graaf van de Eifelgouw, die een zoon was van Matfried van Orléans.

## Strijd om Lotharingen
Gerard kwam in 897 in conflict met koning Zwentibold van Lotharingen. Die ontnam hem eerst zijn positie maar Gerard en Zwentibold verzoenden zich weer. Het conflict was echter niet opgelost en Gerard en zijn broer Matfried namen de leiding op zich van een opstand en doodden Zwentibold in 900 in een treffen bij Susteren. Gerard trouwde direct met Zwentibolds weduwe Oda van Saksen (ca. 880 – na 952), een dochter van Otto I van Saksen, maar het lukte Gerard en Matfried niet om hun gezag over Lotharingen te vestigen. 
Samen met zijn broer Matfried van Metz stond Gerard op een lijst van edelen die de koning van West-Francië in 900 zouden bijstaan toen die de Maas zou oversteken.
 
In 903 werd Gebhard van Franconië tot hertog van Lotharingen benoemd. Gerard was in 906 in conflict met een graaf Koenraad, vermoedelijk Koenraad I van Franken (een neef van Gebhard) die door Koenraad de Oudere (een broer van Gebhard) met een leger was gezonden om Gebhard te ondersteunen. 
Gerard sneuvelde in 910 in gevecht met een Beiers leger.

## Nageslacht
Gerard en Oda kregen de volgende kinderen:
- Wigfried, aartsbisschop van Keulen (924 – 953)
- Uda van Metz (905 – 963), gehuwd met Gozelo van de Ardennen
- onbekende dochter gehuwd met man uit Beieren, ouders van bisschop Wigfried van Verdun (959-984)
- Godfried van Gulik, paltsgraaf van Lotharingen (– 949).